# Вынесение Марены

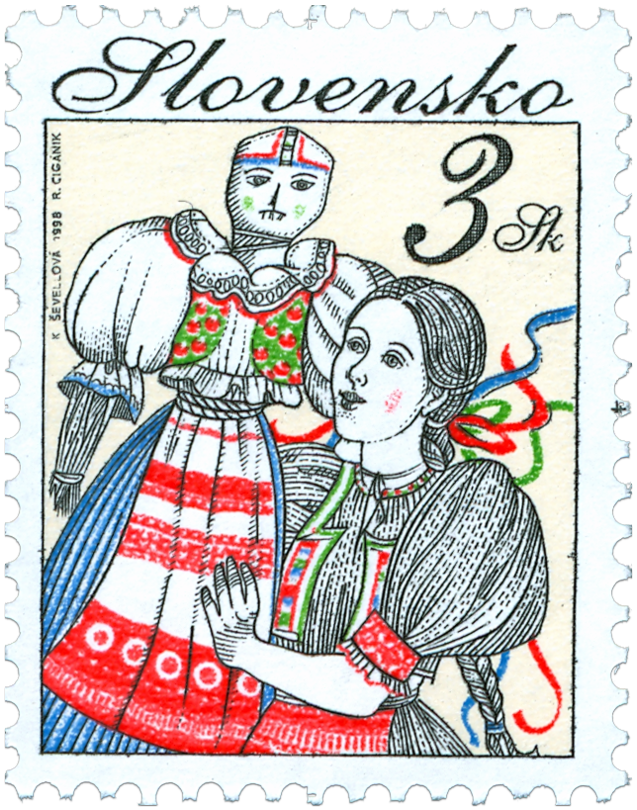
Вынесение Морены на словацкой марке.

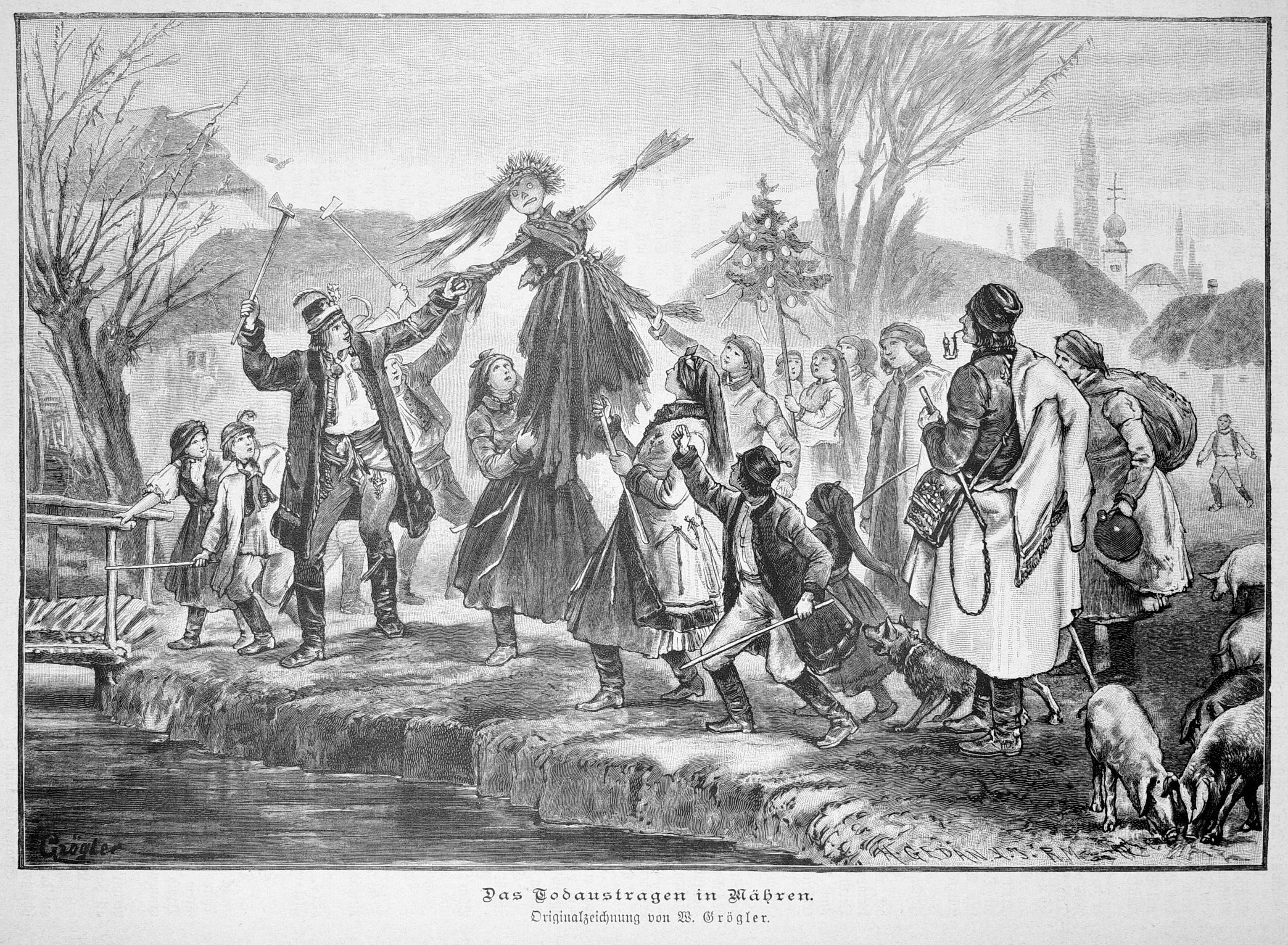
Символическое изгнание зимы и встреча лета. Моравия, 1887

Вынесение Марены (словац. Vynášanie Moreny, чеш. Vynášení smrti «Вынос смерти», пол. Topienie Marzanny «Потопление Моржаны») — западно-славянский народный обычай. Также называется «Встреча весны» (чеш. Vítání jara). Его центральным элементом является соломенное чучело Марены или Смерти (чеш. Smrtka), одетое в женскую одежду.

## Особенности обрядов
В Чехии и Словакии обряд совершается обычно в Смертное воскресенье — пятое воскресенье великого поста, но в некоторых местах в четвёртое воскресенье поста или в шестое — Вербное воскресенье. Обряд известен также в некоторых регионах Германии: Франконии, Тюрингии, Саксонии. Чехи во время вынесения Марены пели:

| Оригинал Již nesem smrt ze vsi, nové léto do vsi. Vítej, léto líbezné, obilíčko zelené! | Перевод с чеш. Уже несём смерть из веси, А новое лето до веси. Здравствуй, лето любезное, Обилье зелёное! |

Обычно Марена имела женский облик, её готовили, наряжали и носили по селу девушки. В некоторых местах чешско-словацкого и смежного с ним польского ареала наряду с женским сооружалось и мужское чучело, которое носили парни. Оно называлось Mařak, Marec, Marek (чеш., морав.), Smrt'ak (чеш., словац.), Ded(k)o (словац.), Marzaniok (пол. силез.). В чешской Силезии его одевали в кожух, баранью шапку, клали ему на колени метлу и возили на возке по селу.
В Польше обряд совершался лишь в некоторых сёлах и проводился на Пасху. Группа парней обходила дворы с соломенным чучелом Смерти, на смену которому в село якобы входил Христос. Погужане при этом пели:«Szła smiertoczka z miasta, pan Jezus do miasta...» (Шла Смертушка из города, а Иисус в город...).
На Украине на Авдотью Плющиху носят по деревням и полям чучело, одетое в женское платье, которое называется Марена или мара. Эту мару провожает толпа детей, парней, девушек и молодиц при громком пении. Мареной на Украине называли и купальское деревце, украшенное венками, цветами, бусами и лентами. Около него ставили соломенную куклу, одетую в женскую рубаху — Купало. Пока девушки пели и скакали через костёр, парни подкрадывались, отнимали Марену, разрывали, разбрасывали или топили в воде. Части разорванной Марены девушки относили в огород для плодородия.
Похожие обряды похорон или сжигания различных фигур могут быть проведены во время Мясопуста, или, например, на русской Масленице. У восточных славян на Троицу (чеш. Letnice) также уничтожали (хоронили или сжигали) Купалу и Кострому, у южных славян и румын — Германа или Калояна. В Риме подобный обряд назывался Аргеи, когда в майские иды сбрасывали с моста в реку Тибр чучела, сплетённые из тростника и одетые в мужское платье.